# Alexander Gibson (chef d'orchestre)
Pour les articles homonymes, voir Alexander Gibson et Gibson.
Alexander Gibson  est un chef d'orchestre écossais, né le 11 février 1926 à Motherwell dans le North Lanarkshire et mort le 14 janvier 1995. Gibson a particulièrement défendu Hector Berlioz et le répertoire scandinave, avec Jean Sibelius et Carl Nielsen notamment.

## Biographie
Il étudie à l'Académie royale de musique de Glasgow, puis à Londres, Salzbourg et Sienne. En 1957, il est nommé  directeur musical de l'opéra national Sadler's Wells Theatre. Il est le plus jeune chef à avoir été nommé à ce poste.
De retour à Glasgow en 1959, il devient le premier chef d'origine écossaise à diriger l'Orchestre national royal d'Écosse, poste qu'il occupe jusqu'en 1984. De 1981 à 1983, il a également été principal chef invité de l'Orchestre symphonique de Houston.
Gibson fonde le Scottish Opera en 1962 et y occupe le poste de directeur musical jusqu'en 1987.
Il est anobli en 1967, puis devient président du Royal Scottish Academy of Music and Drama.

## Discographie
- Hector Berlioz, Ouvertures, Benvenuto Cellini op 23, Les Franc-Juges op 3, Le Corsaire op 21, Béatrice et Bénédict, Waverlay op 1, King Lear op 4, The Royal Philharmonie Orchestra - SACD RPO 2006
- Hector Berlioz, Ouvertures, Rob Roy, King Lear op 4, Le Carnaval Romain op 9, Béatrice et Bénédict, Le Corsaire op 21, Scottish National Orchestra - CD Chandos 1984
- Hector Berlioz, La Mort de Cléopatre, Les Troyens (extraits), Janet Baker, London Symphony Orchestra - LP Emi 1969 report CD 1988, 2007